# Lidija Wisiak
Lidija Wisiak, slovenska baletnica in  pedagoginja, * 1. februar 1906, Linz, † 11. januar 1993, Ljubljana.

## Življenje in delo
Lidija Wisiak, rojena v družini Aleksandra in Ane Wisiak (rojene Košir), je 5. razredov ljudske šole (1913–1918) in 2 razreda dekliškega liceja (1918–1920) obiskovala v Ljubljani, nato se je v Ljubljani še privatno dodatno izobraževala. Baleta se je učila pri V. Vlčku v baletni šoli Narodnega gledališča v Ljubljani (1918–1919) ter prvič nastopila na javni produkciji 1919. Baletno se je nato še dodatno izpopolnjevala v Dresdenu in Parizu (1922-1926). Po prvem solističnem nastopu v Unionski dvorani v Ljubljani (1920) je odšla na turnejo po Jugoslaviji in prva predstavila slovenski balet v Evropi. Kot solistka je nastopala na številnih odrih v Parizu, Švici, Belgiji in Pragi. V ljubljanski Operi je bila angažirana v sezonah 1927/1928 in 1944/1945. Tu je med drugim plesala v Baletnem večeru slovenskih skladateljev. Wisiakova je bila prva Slovenka, ki se je med obema vojnama uveljavila na mednarodnem baletnem odru. Ob koncu druge svetovne vojne je začela poučevati balet v Operni baletni šoli, leta 1949 pa je dobila stalno zaposlitev na Državni baletni šoli v Ljubljani. Leta 1964 je postala predstojnica Srednje baletne šole v Ljubljani, ki jo je vodila do svoje upokojitve leta 1974.
Po Lidiji Wisiak se od leta 1999 imenuje nagrada, ustanovljena leta 1997, ki jo Društvo baletnih umetnikov vsako leto podeljuje slovenskim baletnim umetnikom.